# Аликанте 8
Аликанте 8 (англ. Alicante 8, RSGC4) — молодое массивное рассеянное скопление, принадлежащее Млечному Пути. Открыто в 2010 году в рамках обзора 2MASS. По состоянию на 2010 год в скоплении удалось идентифицировать только 8–13 красных сверхгигантов — массивных звёзд, находящихся на стадии горения гелия в ядре. Скопление находится в созвездии Щита на расстоянии около 20–23 тысяч световых лет (6–7 кпк) от Солнца. Возможно, скопление находится на пересечении северного края длинного бара и внутренней части рукава Щита-Центавра.
Возраст Аликанте 8 оценивается в 16–20 миллионов лет. Наблюдаемые красные сверхгиганты с массами около 12 масс Солнца являются объектами-предшественниками вспышек сверхновой II типа. Скопление в большой степени закрыто пылью и не наблюдается в видимом свете. Оно находится близко к других группам красных сверхгигантов, таких как RSGC1, Стивенсон 2 и RSGC3. По оценкам масса скопления составляет 10–20 тысяч масс Солнца, благодаря чему это скопление является одним из наиболее массивных рассеянных скоплений в Галактике.